# Pycnoschema schoutedeni
Pycnoschema schoutedeni är en skalbaggsart som beskrevs av Louis Burgeon 1928. Pycnoschema schoutedeni ingår i släktet Pycnoschema och familjen Dynastidae. Inga underarter finns listade i Catalogue of Life.